# Конституция Литвы 1992 года
Конститу́ция Лито́вской Респу́блики — основной закон Литовской Республики, имеющий высшую юридическую силу.
Действующая в настоящее время Конституция Литовской Республики была принята всенародным референдумом 25 октября 1992 года.

## Действующая конституция
Конституция состоит из 154 статей, объединённых в 14 глав и «Заключительные положения».
Конституция устанавливает государственное устройство Литовской Республики. 
Конституция является её основным законом, обладающим прямым действием. Конституция определяет основные права и свободы граждан Литовской Республики, а также граждан иностранных государств и лиц без гражданства на территории Литвы. В соответствии с принципом разделения властей Конституция устанавливает полномочия Сейма, Президента и Правительства, органов судебной власти.
Также составной частью конституции являются «Конституционный закон Литовской Республики о Литовском государстве», «Конституционный акт Литовской Республики о неприсоединении Литовской Республики к постсоветским восточным союзам», «Закон Литовской Республики о порядке вступления в силу Конституции Литовской Республики» и «Конституционный акт Литовской Республики о членстве Литовской Республики в Европейском союзе».
Автор преамбулы — поэт Юстинас Марцинкявичюс. Преамбула сувереном, субъектом и источником государственного строительства утверждает «народ литовцев» (лит. lietuvių tauta; в ст. 2 tauta), в английском официальном переводе (Lithuanian Nation; в ст. 2, однако, — People) и в русском (литовский народ, ст. 2 — Народ). 
Предложения об изменениях или дополнениях в Конституцию могут вноситься в Сейм от лица не менее четверти общего числа членов Сейма или не менее 300 тысяч избирателей.

## История
В Литве действовало несколько временных и постоянных конституций, принимавшихся различными органами:
- 2 ноября 1918 — Президиум Государственного совета принял временную Конституцию, по которой законодательная власть принадлежала Государственному совету, исполнительная — Президиуму.
- 1919 — временная Конституция.
- 10 июня 1920 — Учредительный Сейм принял временную Конституцию.
- 1 августа 1922 — принята первая постоянная Конституция, по которой законодательная власть принадлежит Сейму, исполнительная — президенту и правительству; Сейм и президент избирались на три года.
- 15 мая 1928 — принята вторая постоянная Конституция, юридически оформившая сложившийся после военного переворота авторитарный режим.
- 12 мая 1938 — опубликована и вступила в действие принятая Сеймом 11 февраля третья Конституция.
- 25 августа 1940 — принята «сталинская» конституция Литовской ССР.

До 11 марта 1990 года на территории Литвы действовали Конституция СССР (1977) и Конституция Литовской ССР (1978). Верховный Совет Литовской ССР принятыми 11 марта 1990 законами отменил действие советских конституций, возобновил действие конституции 1938 года и для согласования положений последней с сложившейся фактической ситуацией принял Временный Основной закон Литовской Республики.